# Noyant-et-Aconin
Noyant-et-Aconin är en kommun i departementet Aisne i regionen Hauts-de-France i norra Frankrike. Kommunen ligger  i kantonen Soissons-Sud som ligger i arrondissementet Soissons. År 2019 hade Noyant-et-Aconin 495 invånare.

## Befolkningsutveckling
Antalet invånare i kommunen Noyant-et-Aconin
Referens: INSEE